# Arneri
Arneri, korčulanska plemićka obitelj, koja je već u dokumentima iz 14. stoljeća imala gradsko plemstvo u Korčuli. Poslije pada Mletačke Republike 1797. godine nije dobila austrijsku potvrdu plemstva.

## Obiteljska povijest
Obitelj je u 14. stoljeću bila poznata po prezimenu Piruzović (lat. Petri). Svoje današnje prezime dobila je prema Arneru, sinu Vlahe Piruzovića († 1497.). Neki članovi obitelji koristili su i oblik prezimena Arnerić, koji su neki u 20. stoljeću uzeli kao službeno. U 19. stoljeću odvjetnik Jerolim (1786. – 1857.) je bio 1824. do 1834. godine načelnik općine Korčula.

## Znameniti članovi obitelji
- Rafo Arneri (1837. – 1899.), hrvatski političar, saborski zastupnik, hrvatski narodni preporoditelj
- Roko Arneri (1865. – 1948.), hrvatski političar, odvjetnik, javni radnik i saborski zastupnik
- Vlaho Arneri (1872. – 1956.), hrvatski liječnik[2]
- Slavko Arneri (1919. – 1978.), hrvatski nogometaš (vratar), nogometni sudac i trener, te diplomirani pravnik
- Gojko Arneri (1935. – 1983.), hrvatski kemičar
- Neda Arnerić (1953. − 2020.), srbijanska filmska, televizijska i kazališna glumica i galeristica hrvatskog podrijetla